# Lavanonia itampolae
Lavanonia itampolae är en insektsart som beskrevs av Marius Descamps 1971. Lavanonia itampolae ingår i släktet Lavanonia och familjen Euschmidtiidae. Inga underarter finns listade i Catalogue of Life.